# 에조치
에조치(일본어: 蝦夷地, えぞち)는 일본 에도 시대에 에조라 불린 아이누의 거주지를 가리키는 말이다. 오시마반도를 제외한 홋카이도 전역과 사할린섬, 쿠릴 열도까지를 포함한다. 이 용어는 마쓰마에번의 마쓰마에 가문이 도요토미 히데요시, 이후 도쿠가와 이에야스와 에도 막부로부터 이 지역에 대한 지배권, 교역권을 인정받고, 당시 일본인이 거주하던 번의 직할 영지인 오시마반도 일대를 와진치(和人地)로 부르면서, 와진치는 에조치에 대치되는 용어로 등장하였다.
특히, 홋카이도 동부와 쿠릴 열도는 동에조치(東蝦夷地), 홋카이도 서부와 사할린섬 일대는 서에조치(西蝦夷地)로 불렸다. 1799년에는 동에조치가, 1807년에는 서에조치가 막부(마쓰마에 부교) 직할령(천령)이 되었고, 1821년, 양 에조치는 다시 마쓰마에 번에게 돌아갔다가, 1855년, 다시 막부(하코다테 부교)의 직할 하에 들어갔다. 1869년 8월 15일, 에조치는 홋카이도(北海道)로 개명되었다.

## 같이 보기
- 홋카이도
- 홋카이도 (율령제)
- 마쓰마에번
- 하코다테 부교
- 천령